# Tapeçaria

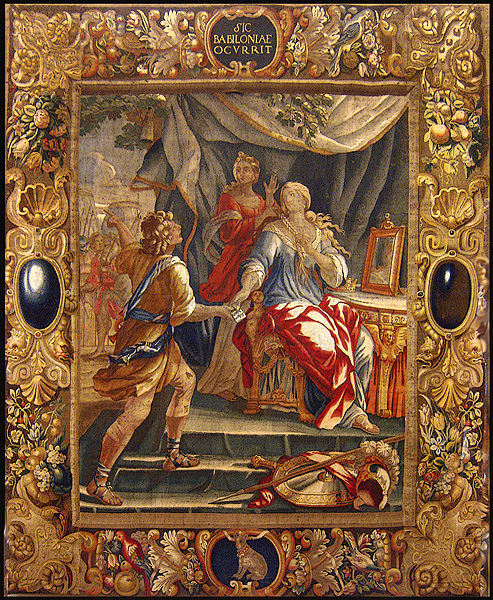
Tapeçaria História de Semíramis, 1627–1638; imagem da autoria de Abraham van Diepenbeeck e manufaturada em Antuérpia na oficina de Michel Wauters; atualmente nos Museus Capitolinos de Roma

A tapeçaria pode ser definida como a confecção artesanal de um tecido, geralmente encorpado, formado pelo cruzamento de duas estruturas de fios obtidos de fibras flexíveis, como lã ou algodão.
A tapeçaria é relativamente frágil e difícil de fazer, de modo que a maioria das peças históricas deve ser pendurada verticalmente na parede ou, às vezes, horizontalmente sobre uma peça de mobiliário, como uma mesa ou cama. Em alguns períodos, houve criações de peças menores, muitas vezes longas e estreitas, usadas como bordas para outros têxteis. As tapeçarias europeias normalmente são feitas para serem vistas apenas de um lado e, muitas vezes, têm um forro liso no verso. No entanto, outras tradições, como o kesi chinês e a do Peru pré-colombiano, fazem tapeçarias para serem vistas de ambos os lados.
A tapeçaria deve ser diferenciada das diferentes técnicas de bordado, embora grandes peças de bordado com imagens sejam às vezes chamadas "tapeçaria",  como acontece com a famosa Tapeçaria de Bayeux, que na verdade é bordada.

## História

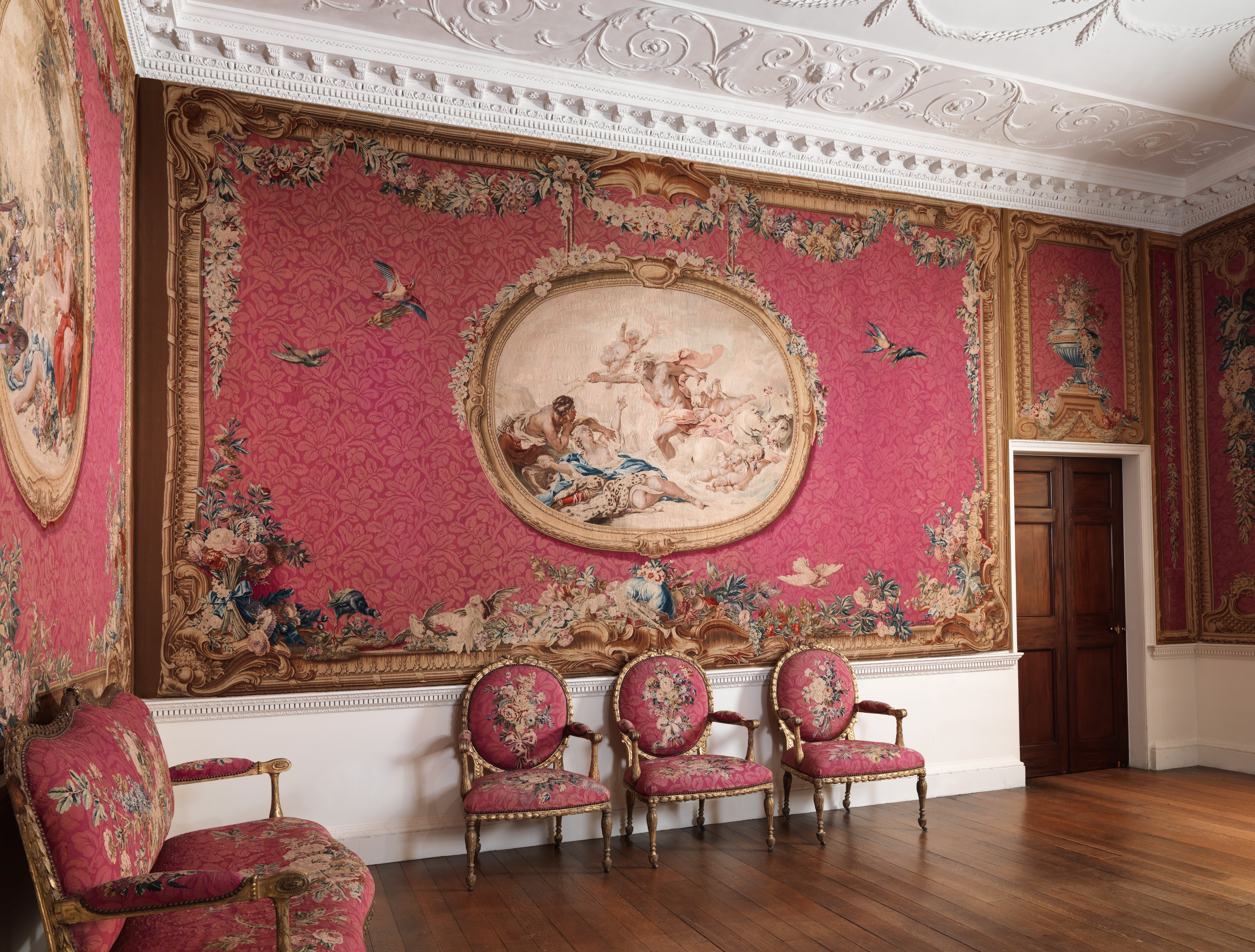
Tapeçaria da Manufatura dos Gobelins

A prática da tecelagem é milenar, tendo surgido em épocas próximas e de forma semelhante em vários lugares do mundo. Na Antiguidade, foi realizada por diversos povos, inclusive no Oriente Próximo, Egito, Índia, Grécia e China.
Na Europa medieval, a tapeçaria era a principal forma de arte decorativa. Nobres, autoridades do clero e monarcas absolutistas utilizavam-nas de forma comemorativa, cerimonial e também, de acordo com Thomas P. Campbell, curador de duas grandes mostras sobre tapeçaria realizadas pelo Museu Metropolitano de Arte, de Nova York, como “o mecanismo mais eficaz de propaganda e autopromoção dos poderosos da época”.
A tapeçaria floresceu durante o Renascimento, chegando ao seu auge na França francês, no reinado de Luís XIV. Promovidas pelo Estado, principalmente na famosa Manufatura dos Gobelins, as iniciativas tomadas neste período permitiram que a tapeçaria francesa conquistasse um patamar quase impossível de ser transcendido por outros povos. As obras criadas pelos Gobelins hoje são preservadas em vários museus.

### Tapeçaria flamenga

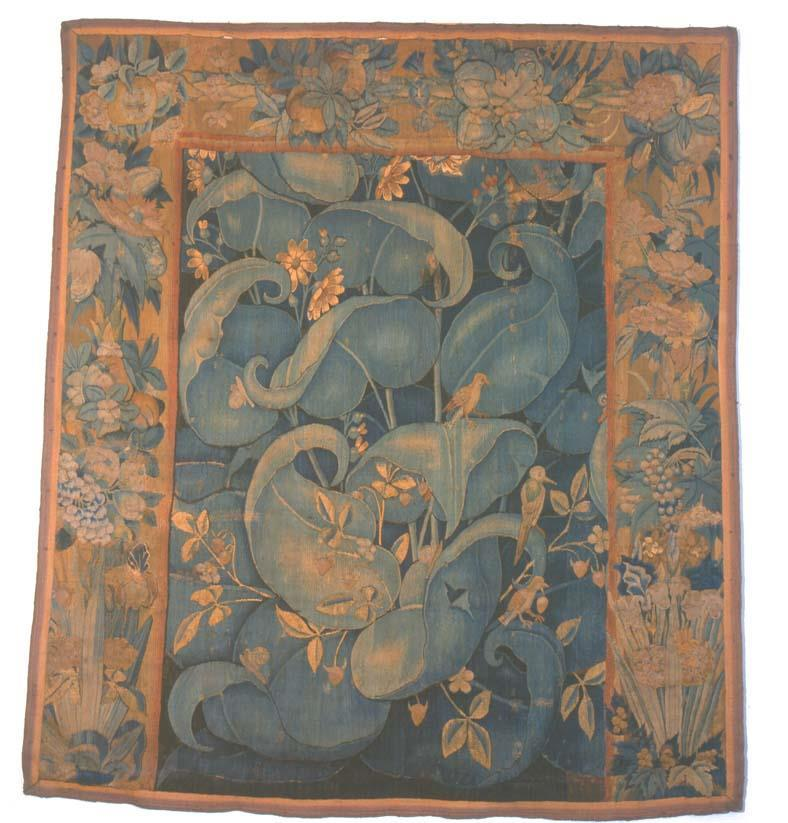
Tapeçaria "Feuilles de Chou", na Casa Museu Eva Klabin

Conhecidas desde o século XII, as tapeçarias flamengas estão ligadas à especialização da produção que rapidamente dominaram o mercado de luxo voltado para monarcas para a decoração de palácios, castelos e catedrais. Hoje essas peças categorizadas anteriormente como "artes menores", hoje são reconhecidas como "artes aplicadas". Relacionadas com antigas residências,[carece de fontes?] podem ser encontradas, por exemplo, no Museu de Lamego em Portugal e na Casa Museu Eva Klabin no Brasil.[carece de fontes?]